# Maria Kovrigina
Maria Kovrigina, född 1910, död 1995, var en rysk-sovjetisk politiker (kommunist).
Hon var hälsominister 1953–1957. Som sådan blev hon också den femte kvinnan i Ryssland på en ministerpost.